# Jakob Edvard Stuart
Jakob Edvard Stuart, eng. James Francis Edward Stuart, the Old Pretender, född 10 juni 1688 i London, död 1 januari 1766 i Rom i Italien, var en engelsk kungason som var Jakobitisk tronpretendent.

## Biografi
Jakob Edvard Stuart var son till Jakob II av England och Maria av Modena. Rykten spreds att Maria hade fött ett dödfött barn och att Jakob var en "ersättare" för att säkra den katolska tronföljden.
Efter revolutionen 1688 fördes han till Frankrike, där Ludvig XIV av Frankrike erkände honom som den rättmätige arvingen till den engelska och skotska tronen. Hans pretentioner på den brittiska tronen understöddes av de så kallade jakobiterna och han anlände till Skottland 1715 för att leda en jakobitisk revolution, men eftersom han hade dåligt stöd från dessa, drog han sig tillbaka.
Han bosatte sig sedermera i Rom. 

## Familj
Jakob Edvard Stuart gifte sig 1719 med Maria Klementina Sobieska (1702–1735); dotter till prins Jakob Sobieski av Polen. 
Barn:
1. Karl Edvard Stuart, född 1720, död 1788.
2. Henrik Benedict Stuart (1725–1807; kardinal)